# 2e étape du Tour d'Espagne 2004
Pour un article plus général, voir Tour d'Espagne 2004.
La 2e étape du Tour d'Espagne 2004 a eu lieu le 5 septembre 2004 entre la ville de León et celle de Burgos sur une distance de 207 km. Elle a été remportée par l'Italien Alessandro Petacchi (Fassa Bortolo) devant l'Allemand Erik Zabel (T-Mobile) et l'Espagnol Óscar Freire (Rabobank). Grâce aux bonifications glanées en cours d'étape, le Néerlandais Max Van Heeswijk s'empare du maillot de leader du classement général au détriment de son coéquipier Floyd Landis.

## Classement de l'étape
| \| Classement de l'étape \| Classement de l'étape \| Classement de l'étape \| Classement de l'étape \| Classement de l'étape \| \| Coureur \| Coureur \| Pays \| Équipe \| Temps \| \| --------------------- \| --------------------- \| --------------------- \| ---------------------------------- \| --------------------- \| \| 1er \| Alessandro Petacchi \| Italie \| Fassa Bortolo \| 5 h 02 min 05 s \| \| 2e \| Erik Zabel \| Allemagne \| T-Mobile \| + 0 s \| \| 3e \| Óscar Freire \| Espagne \| Rabobank \| + 0 s \| \| 4e \| Stuart O'Grady \| Australie \| Cofidis-Le Crédit par Téléphone \| + 0 s \| \| 5e \| Pedro Horrillo \| Espagne \| Quick Step-Davitamon \| + 0 s \| \| 6e \| Giosuè Bonomi \| Italie \| Saeco \| + 0 s \| \| 7e \| Antonio Cruz \| États-Unis \| US Postal Service-Berry Floor \| + 0 s \| \| 8e \| Marco Zanotti \| Italie \| Vini Caldirola-Nobili Rubinetterie \| + 0 s \| \| 9e \| Erki Pütsep \| Estonie \| AG2R Prévoyance \| + 0 s \| \| 10e \| Iñaki Isasi \| Espagne \| Euskaltel-Euskadi \| + 0 s \| |                     |            |                                    |                 |
| |                     |            |                                    |                 |
| |                     |            |                                    |                 |
| Classement de l'étape |                     |            |                                    |                 |
| Coureur | Coureur             | Pays       | Équipe                             | Temps           |
| 1er | Alessandro Petacchi | Italie     | Fassa Bortolo                      | 5 h 02 min 05 s |
| 2e | Erik Zabel          | Allemagne  | T-Mobile                           | + 0 s           |
| 3e | Óscar Freire        | Espagne    | Rabobank                           | + 0 s           |
| 4e | Stuart O'Grady      | Australie  | Cofidis-Le Crédit par Téléphone    | + 0 s           |
| 5e | Pedro Horrillo      | Espagne    | Quick Step-Davitamon               | + 0 s           |
| 6e | Giosuè Bonomi       | Italie     | Saeco                              | + 0 s           |
| 7e | Antonio Cruz        | États-Unis | US Postal Service-Berry Floor      | + 0 s           |
| 8e | Marco Zanotti       | Italie     | Vini Caldirola-Nobili Rubinetterie | + 0 s           |
| 9e | Erki Pütsep         | Estonie    | AG2R Prévoyance                    | + 0 s           |
| 10e | Iñaki Isasi         | Espagne    | Euskaltel-Euskadi                  | + 0 s           |

## Classement général
| \| Classement général \| Classement général \| Classement général \| Classement général \| Classement général \| \| Coureur \| Coureur \| Pays \| Équipe \| Temps \| \| ------------------ \| ------------------ \| ------------------ \| ----------------------------- \| ------------------ \| \| 1er \| Max van Heeswijk \| Pays-Bas \| US Postal Service-Berry Floor \| 5 h 32 min 44 s \| \| 2e \| Benoît Joachim \| Luxembourg \| US Postal Service-Berry Floor \| + 2 s \| \| 3e \| Floyd Landis \| États-Unis \| US Postal Service-Berry Floor \| + 6 s \| \| 4e \| Michael Barry \| Canada \| US Postal Service-Berry Floor \| + 6 s \| \| 5e \| Manuel Beltrán \| Espagne \| US Postal Service-Berry Floor \| + 6 s \| \| 6e \| Víctor Hugo Peña \| Colombie \| US Postal Service-Berry Floor \| + 6 s \| \| 7e \| David Zabriskie \| États-Unis \| US Postal Service-Berry Floor \| + 6 s \| \| 8e \| Erik Zabel \| Allemagne \| T-Mobile \| + 25 s \| \| 9e \| Tomáš Konečný \| Tchéquie \| T-Mobile \| + 37 s \| \| 10e \| Santiago Botero \| Colombie \| T-Mobile \| + 37 s \| |                  |            |                               |                 |
| |                  |            |                               |                 |
| |                  |            |                               |                 |
| Classement général |                  |            |                               |                 |
| Coureur | Coureur          | Pays       | Équipe                        | Temps           |
| 1er | Max van Heeswijk | Pays-Bas   | US Postal Service-Berry Floor | 5 h 32 min 44 s |
| 2e | Benoît Joachim   | Luxembourg | US Postal Service-Berry Floor | + 2 s           |
| 3e | Floyd Landis     | États-Unis | US Postal Service-Berry Floor | + 6 s           |
| 4e | Michael Barry    | Canada     | US Postal Service-Berry Floor | + 6 s           |
| 5e | Manuel Beltrán   | Espagne    | US Postal Service-Berry Floor | + 6 s           |
| 6e | Víctor Hugo Peña | Colombie   | US Postal Service-Berry Floor | + 6 s           |
| 7e | David Zabriskie  | États-Unis | US Postal Service-Berry Floor | + 6 s           |
| 8e | Erik Zabel       | Allemagne  | T-Mobile                      | + 25 s          |
| 9e | Tomáš Konečný    | Tchéquie   | T-Mobile                      | + 37 s          |
| 10e | Santiago Botero  | Colombie   | T-Mobile                      | + 37 s          |

## Classements annexes
| Classement par points | Classement par points | Classement par points | Classement par points         | Classement par points |
| Coureur               | Coureur               | Pays                  | Équipe                        | Points                |
| --------------------- | --------------------- | --------------------- | ----------------------------- | --------------------- |
| 1er                   | Erik Zabel            | Allemagne             | T-Mobile                      | 28 pts                |
| 2e                    | Floyd Landis          | États-Unis            | US Postal Service-Berry Floor | 25 pts                |
| 3e                    | Alessandro Petacchi   | Italie                | Fassa Bortolo                 | 25 pts                |
| 4e                    | Michael Barry         | Canada                | US Postal Service-Berry Floor | 20 pts                |
| 5e                    | Víctor Hugo Peña      | Colombie              | US Postal Service-Berry Floor | 16 pts                |

| Classement par points | Classement par points | Classement par points | Classement par points         | Classement par points |
| Coureur               | Coureur               | Pays                  | Équipe                        | Points                |
| --------------------- | --------------------- | --------------------- | ----------------------------- | --------------------- |
| 1er                   | Erik Zabel            | Allemagne             | T-Mobile                      | 28 pts                |
| 2e                    | Floyd Landis          | États-Unis            | US Postal Service-Berry Floor | 25 pts                |
| 3e                    | Alessandro Petacchi   | Italie                | Fassa Bortolo                 | 25 pts                |
| 4e                    | Michael Barry         | Canada                | US Postal Service-Berry Floor | 20 pts                |
| 5e                    | Víctor Hugo Peña      | Colombie              | US Postal Service-Berry Floor | 16 pts                |

| Classement de la montagne | Classement de la montagne | Classement de la montagne | Classement de la montagne     | Classement de la montagne |
| Coureur                   | Coureur                   | Pays                      | Équipe                        | Points                    |
| ------------------------- | ------------------------- | ------------------------- | ----------------------------- | ------------------------- |
| 1er                       | Floyd Landis              | États-Unis                | US Postal Service-Berry Floor | 6 pts                     |
| 2e                        | David Zabriskie           | États-Unis                | US Postal Service-Berry Floor | 4 pts                     |
| 3e                        | Manuel Beltrán            | Espagne                   | US Postal Service-Berry Floor | 2 pts                     |
| 4e                        | Benoît Joachim            | Luxembourg                | US Postal Service-Berry Floor | 1 pt                      |

| Classement de la montagne | Classement de la montagne | Classement de la montagne | Classement de la montagne     | Classement de la montagne |
| Coureur                   | Coureur                   | Pays                      | Équipe                        | Points                    |
| ------------------------- | ------------------------- | ------------------------- | ----------------------------- | ------------------------- |
| 1er                       | Floyd Landis              | États-Unis                | US Postal Service-Berry Floor | 6 pts                     |
| 2e                        | David Zabriskie           | États-Unis                | US Postal Service-Berry Floor | 4 pts                     |
| 3e                        | Manuel Beltrán            | Espagne                   | US Postal Service-Berry Floor | 2 pts                     |
| 4e                        | Benoît Joachim            | Luxembourg                | US Postal Service-Berry Floor | 1 pt                      |

| Classement du combiné | Classement du combiné | Classement du combiné | Classement du combiné         | Classement du combiné |
| Coureur               | Coureur               | Pays                  | Équipe                        | Points                |
| --------------------- | --------------------- | --------------------- | ----------------------------- | --------------------- |
| 1er                   | Floyd Landis          | États-Unis            | US Postal Service-Berry Floor | 6 pts                 |
| 2e                    | Manuel Beltrán        | Espagne               | US Postal Service-Berry Floor | 15 pts                |
| 3e                    | Benoît Joachim        | Luxembourg            | US Postal Service-Berry Floor | 16 pts                |
| 4e                    | David Zabriskie       | États-Unis            | US Postal Service-Berry Floor | 20 pts                |

| Classement du combiné | Classement du combiné | Classement du combiné | Classement du combiné         | Classement du combiné |
| Coureur               | Coureur               | Pays                  | Équipe                        | Points                |
| --------------------- | --------------------- | --------------------- | ----------------------------- | --------------------- |
| 1er                   | Floyd Landis          | États-Unis            | US Postal Service-Berry Floor | 6 pts                 |
| 2e                    | Manuel Beltrán        | Espagne               | US Postal Service-Berry Floor | 15 pts                |
| 3e                    | Benoît Joachim        | Luxembourg            | US Postal Service-Berry Floor | 16 pts                |
| 4e                    | David Zabriskie       | États-Unis            | US Postal Service-Berry Floor | 20 pts                |

| Classement par équipes | Classement par équipes        | Classement par équipes | Classement par équipes |
| Équipe                 | Équipe                        | Pays                   | Temps                  |
| ---------------------- | ----------------------------- | ---------------------- | ---------------------- |
| 1re                    | US Postal Service-Berry Floor | États-Unis             | 30 min 45 s            |
| 2e                     | T-Mobile                      | Allemagne              | + 1 min 33 s           |
| 3e                     | Illes Balears-Banesto         | Espagne                | + 2 min 48 s           |
| 4e                     | Comunidad Valenciana-Kelme    | Espagne                | + 2 min 54 s           |
| 5e                     | Phonak Hearing Systems        | Suisse                 | + 3 min 03 s           |

| Classement par équipes | Classement par équipes        | Classement par équipes | Classement par équipes |
| Équipe                 | Équipe                        | Pays                   | Temps                  |
| ---------------------- | ----------------------------- | ---------------------- | ---------------------- |
| 1re                    | US Postal Service-Berry Floor | États-Unis             | 30 min 45 s            |
| 2e                     | T-Mobile                      | Allemagne              | + 1 min 33 s           |
| 3e                     | Illes Balears-Banesto         | Espagne                | + 2 min 48 s           |
| 4e                     | Comunidad Valenciana-Kelme    | Espagne                | + 2 min 54 s           |
| 5e                     | Phonak Hearing Systems        | Suisse                 | + 3 min 03 s           |